# Young (Arizona)
Young es un lugar designado por el censo ubicado en el condado de Gila en el estado estadounidense de Arizona. En el Censo de 2010 tenía una población de 666 habitantes y una densidad poblacional de 5,38 personas por km².

## Geografía
Young se encuentra ubicado en las coordenadas 34°7′28″N 110°56′17″O / 34.12444, -110.93806. Según la Oficina del Censo de los Estados Unidos, Young tiene una superficie total de 123.86 km², de la cual 123.77 km² corresponden a tierra firme y (0.07%) 0.09 km² es agua.

## Demografía
Según el censo de 2010, había 666 personas residiendo en Young. La densidad de población era de 5,38 hab./km². De los 666 habitantes, Young estaba compuesto por el 93.69% blancos, el 0% eran afroamericanos, el 3.15% eran amerindios, el 0.3% eran asiáticos, el 0% eran isleños del Pacífico, el 0.9% eran de otras razas y el 1.95% pertenecían a dos o más razas. Del total de la población el 6.46% eran hispanos o latinos de cualquier raza.